# Cocotropus izuensis
Cocotropus izuensis är en fiskart som beskrevs av Imamura, Aizawa och Wataru Shinohara 2010. Cocotropus izuensis ingår i släktet Cocotropus och familjen Aploactinidae. Inga underarter finns listade i Catalogue of Life.